# Церква святих чудотворців і безсрібників Косми та Дам'яна (Красна)
Церква святих чудотворців і безсрібників Косми та Дам'яна в Красній — парафія і храм греко-католицької громади Озернянського деканату Тернопільсько-Зборівської архієпархії Української греко-католицької церкви в селі Красна Тернопільського району Тернопільської области.

## Історія церкви
Дерев'яна церква в селі, якою нині користується громада УГКЦ, існує з 1841 року і раніше належала до парафії у Великій Плавучій. Дата 1910 року також пов'язана з храмом, але деталі подій невідомі. У 1930-х роках святиню відремонтували.
У радянські часи влада закрила церкву, знищила хрест і розбила баню, використовуючи приміщення під склад. Після повернення храму селянам у 1989 році, його відремонтували. Саме тоді на ліхтарях церкви, ймовірно, з'явилися величезні маківки, які можуть вважатися візитівкою цієї тризрубної одноверхої святині. Стіни над опасанням невідомо для чого оббили бляхою. Дзвіниця, ймовірно, збереглася з часів будівництва храму — вона двоярусна, дерев'яна, і розташована на захід від церкви.
Парафія і храм належали до УГКЦ до 1946 року. У період 1946–1990 років храм не діяв, а парафіяни відвідували богослужіння в церквах сусідніх сіл, що були в юрисдикції РПЦ. У 1991 році парафія і храм повернулися в лоно УГКЦ.